# Angurvadel
Angurvadel, conocida también como Angervadil, es una espada de la mitología nórdica que pertenecía al héroe
Fridthjof en el poema Friðþjófs saga hins frœkna, que heredó de su padre Vikingo, protagonista de Þorsteins saga Víkingssonar. Según la leyenda, fue forjada por enanos, arde en tiempo de guerra y brilla con luz tenue en tiempos de paz.
Si el contrincante luchaba con nobleza, la espada no le podía dañar. Cuando Fridthjof luchó contra Atli por el trono, Angurvadel partió la espada de Atli, pero al empuñarla Fridthjof para asestar el golpe mortal, la espada lo impidió. Ambos aceptaron un compromiso de amistad y entraron juntos en el palacio de Angantyr.